# Старчевляни
45°57′ пн. ш. 16°50′ сх. д. / 45.95° пн. ш. 16.84° сх. д.
Старчевляни (хорв. Starčevljani) — населений пункт у Хорватії, в Б'єловарсько-Білогорській жупанії у складі громади Капела.

## Населення
Населення за даними перепису 2011 року становило 151 осіб.
Динаміка чисельності населення поселення: